# Pterolophia medioalbovittata
Pterolophia medioalbovittata là một loài bọ cánh cứng trong họ Cerambycidae.